# Bû
För andra betydelser, se Bu.
Bû är en kommun i departementet Eure-et-Loir i regionen Centre-Val de Loire strax norr om centrala Frankrike. Kommunen ligger i kantonen Anet som tillhör arrondissementet Dreux. År 2022 hade Bû 2 093 invånare.

## Befolkningsutveckling
Antalet invånare i kommunen Bû
Referens:INSEE